# Lodi (Wisconsin)
Lodi – miasto w Stanach Zjednoczonych, w stanie Wisconsin, w hrabstwie Columbia.